# Йохимбе
Йохи́мбе (лат. Pausinystalia johimbe) — растение семейства Мареновые (Rubiaceae), вид рода Pausinystalia, произрастающее в тропических лесах Западной Африки, в частности в Габоне, Камеруне и Конго.

## Биологическое описание
Вечнозеленое дерево высотой до 15 метров, внешне несколько схоже с дубом. Листья тонкие, овальные, 8—13 см длиной. Кора дерева светло-коричневая или серо-коричневая. Толщина коры составляет около 8 мм с горизонтальными и вертикальными трещинами, как правило, заросшими лишайниками. Кора является источником алкалоидов, которые имеют важное фармацевтическое значение.

## Химический состав
Кора ствола содержит 0,5—1,5 % алкалоидов, в основном производных индола, главным из них является йохимбин. Помимо йохимбина в коре присутствуют несколько его изомеров, а также аймалицин, аллойохимбин, коринантеин, дигидрокоринантеин и коринантин.

## Использование
Кора растения служит сырьём для получения йохимбина, используемого как афродизиак, а также как биологически активная добавка в питании спортсменов.
Фармацевтическая промышленность использует экстракты йохимбе в производстве афродизиаков и лекарств для лечения эректильной дисфункции, так как, он растормаживает нервные центры, ответственные за сексуальное возбуждение ЦНС. Кора доступна без ограничений, в то время как для покупки чистых алкалоидов потребуется рецепт врача. Десяти капель чистого 1 % раствора экстракта йохимбе, достаточно для стимуляции половых органов мужчин и женщин, хотя у мужчин эффект более очевиден, чем у женщин, поскольку результатом действия вещества является эрекция.